# Palimpsesto de Arquímedes

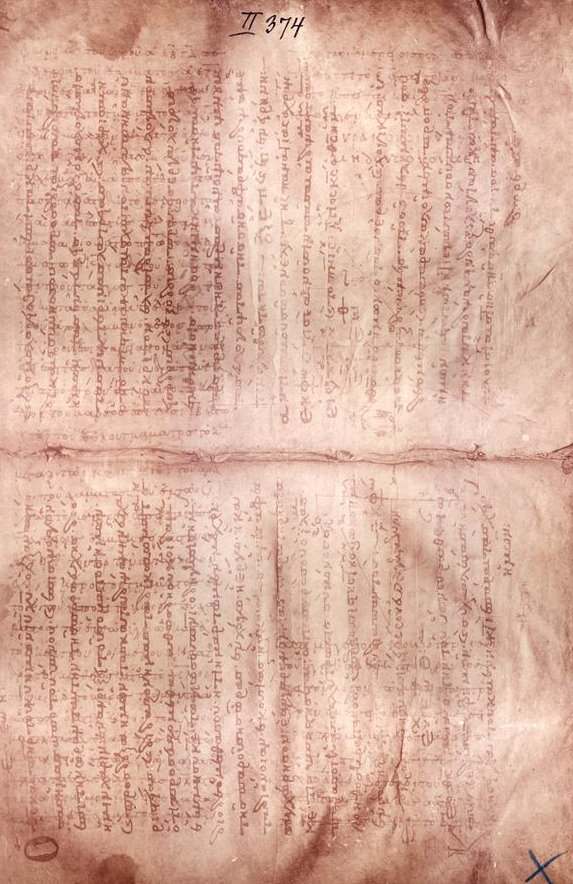
Página del Palimpsesto de Arquímedes. El texto litúrgico es el que puede leerse de arriba hacia abajo, mientras que la obra de Arquímedes es el texto más débil que se puede leer de izquierda a derecha.

El Palimpsesto de Arquímedes (Παλίμψηστο του Αρχιμήδη) es el nombre por el que se conoce comúnmente a un palimpsesto —texto antiguo escrito sobre otro anterior en pergamino— formando un códice, que originalmente fue una copia en griego de diversas obras de Arquímedes, antiguo matemático, físico e ingeniero siracusano, y de otros autores. Posteriormente fue borrado rudimentariamente y usado para escribir salmos y oraciones de un convento.

## Contenido
En el Palimpsesto de Arquímedes se pueden encontrar copias de diversas obras del matemático griego:
- Sobre el equilibrio de los planos
- Sobre las espirales
- Medida de un círculo
- Sobre la esfera y el cilindro
- Sobre los cuerpos flotantes (única copia conocida en griego)
- El método de los teoremas mecánicos (única copia conocida)
- Stomachion (copia más completa de todas las conocidas).

Además, el palimpsesto también contiene discursos del político ateniense Hipérides, del siglo IV a. C., un comentario de Alejandro de Afrodisias sobre la obra de Aristóteles y algunas otras obras.
En particular, es de especial importancia la obra sobre El método de los teoremas mecánicos de Arquímedes, puesto que se trata de la única copia conocida existente. En sus otras obras, Arquímedes solía calcular la relación entre dos áreas o volúmenes a través del método exhaustivo, un sistema utilizado en la antigua Grecia como alternativa al método moderno de límites. Dado que los griegos eran conscientes de la existencia de números irracionales, su noción sobre un número real era la de una cantidad Q, a la que se podía llegar mediante una aproximación entre dos intervalos. Si se puede encontrar dos cantidades, una siempre superior a Q y la otra siempre inferior a Q, el acercamiento de esas dos cantidades servía para alcanzar el valor de Q.
Arquímedes utilizaba este sistema para demostrar sus teoremas. Esto implicaba aproximar el valor del área de una figura que quería calcular mediante su acotación entre los valores de otras dos áreas conocidas, que servirían como intervalos superior e inferior. Luego probaría que los intervalos llegan a ser un valor igual cuando se va afinando la subdivisión, calculando con ello el valor pretendido. Los autores antiguos criticaban que Arquímedes no ofrecía una explicación del método utilizado para llegar a sus resultados, pero es precisamente ese método lo que se explica en la obra encontrada en el Palimpsesto.
Lo interesante no son los resultados obtenidos por Arquímedes, que en estos días resultan harto conocidos, sino conocer el proceso y el método de una mente brillante como la de Arquímedes para llegar a estados matemáticos muy avanzados para la época, creando en el camino números como el famoso π (pi). 
Muchos de los resultados obtenidos por Arquímedes no fueron obtenidos por los sabios sino hasta quinientos años después, dando pie a la discusión de en qué estado de avance estaría la civilización actual si este manuscrito hubiera estado al alcance de los sabios medio siglo antes de su desaparición.

## Historia
Arquímedes vivió en el siglo III a. C., pero el palimpsesto, que contiene una copia de parte de su obra, no fue escrito hasta el siglo X por un escriba anónimo. En algún momento del siglo XII el manuscrito fue desatado, rascado y lavado, junto con al menos otros seis manuscritos en pergamino, entre los que se incluía uno con obras de Hipérides. Las hojas de pergamino fueron dobladas por la mitad y reutilizadas para copiar un texto de carácter litúrgico de 177 páginas, de manera que cada página del escrito antiguo se convirtió en dos páginas del texto litúrgico. Sin embargo, el borrado no fue completo, y la obra de Arquímedes está ahora accesible gracias a que el trabajo científico y académico realizado entre 1998 y 2008 utilizando métodos de procesamiento digital de imágenes obtenidas utilizando diversas frecuencias de radiación, incluyendo radiación infrarroja, luz ultravioleta, y rayos X. El académico Constantin von Tischendorf visitó Constantinopla (actual Estambul) en la década de los años 1840, e intrigado por el escrito matemático griego visible en el palimpsesto, se llevó con él una de sus páginas. Esta página actualmente se encuentra en la Biblioteca de la Universidad de Cambridge. Sin embargo, sería el filólogo danés Johan Ludvig Heiberg (1854-1928) quien se daría cuenta, cuando inspeccionó el palimpsesto en 1906, que se trataba de un texto de Arquímedes, y que contenía obras que se creían perdidas.

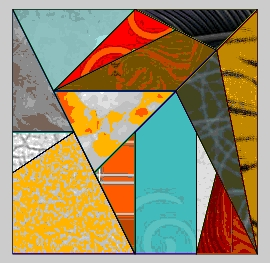
Stomachion, un puzle de disección cuya descripción aparece en el Palimpsesto de Arquímedes.

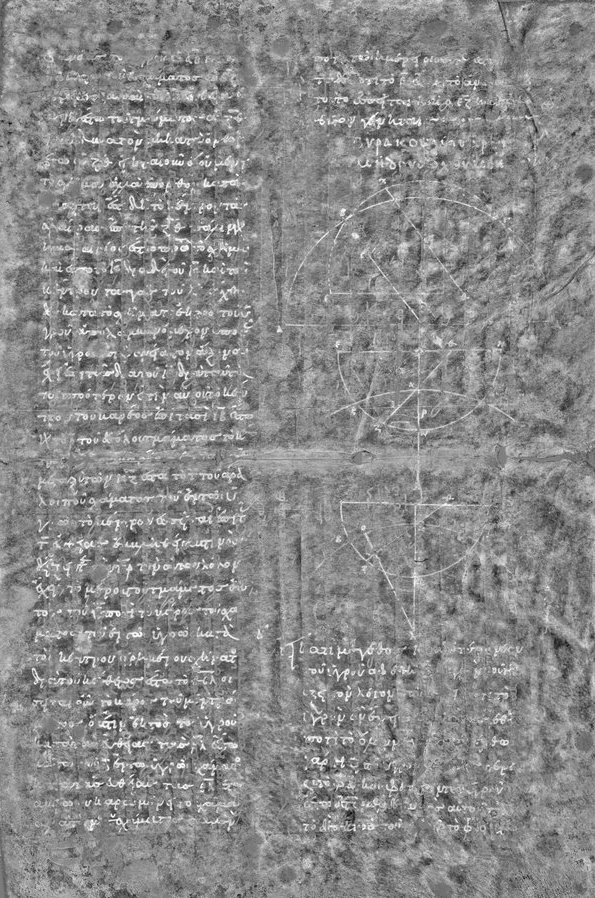
Tras el tratamiento del palimpsesto, el texto original de Arquímedes puede ahora leerse con claridad.

Johan Ludvig Heiberg tomó fotografías de la obra, a partir de las cuales obtuvo transcripciones que publicó entre 1910 y 1915. Sin embargo, su trabajo quedó interrumpido por el inicio de la Primera Guerra Mundial. Poco después, la obra fue traducida al inglés por Thomas Heath, momento en que comenzó a ser más accesible y conocida por los colectivos de historiadores, físicos y matemáticos. El texto quedó en posesión de la biblioteca de Constantinopla y pronto desapareció. Se desconoce cómo reapareció en Francia tras la Primera Guerra Mundial como propiedad de un coleccionista particular que asegura que fue comprado en Estambul por su abuelo.
Desde la década de los años 1920 el manuscrito permaneció en París, en poder de un coleccionista de manuscritos y sus herederos. En 1998 la discusión sobre la propiedad del manuscrito llegó a la Corte Federal del Estado de Nueva York, en el caso en que enfrentaba al Patriarcado de Jerusalén contra Christie's, Inc. Según el Patriarcado, el manuscrito pertenecía a la biblioteca del monasterio de Mar Saba, que lo había adquirido en 1625, habiendo sido robado de uno de sus monasterios en la década de los años 1920. sin embargo, el juez dictaminó en favor de la casa de subastas Christie's, considerando que la acción reivindicatoria del Patriarcado de Jerusalén había prescrito. Tras la sentencia, Christie's subastó el palimpsesto, que se vendió por dos millones de dólares a un comprador anónimo. Simon Finch, el representante del comprador anónimo, indicó que se trataba de un estadounidense de carácter privado que trabajaba en la industria de alta tecnología, y matizó que no se trataba de Bill Gates. La revista alemana Der Spiegel informó de que el comprador probablemente podría ser Jeff Bezos.
El Palimpsesto de Arquímedes fue sometido entre los años 1999 y 2008 a un intenso estudio en el Museo Walters, en Baltimore, Maryland, así como a un proceso de restauración (el pergamino había sufrido deterioros por efecto del moho). Los trabajos fueron dirigidos por el Dr. Will Noel, conservador de manuscritos del Museo, y bajo la gestión de Michael B. Toth, junto con la Dra. Abigail Quandt al cargo de los trabajos de conservación del manuscrito.
Por otro lado, un equipo de científicos de la imagen utilizó un sistema de procesamiento informático de las imágenes digitales procedentes de varias bandas espectrales, entre las que se incluían la luz ultravioleta y la visible, para revelar la mayor parte del texto oculto, incluyendo la obra de Arquímedes. Tras procesar y digitalizar el palimpsesto completo en tres bandas espectrales hasta 2006, en 2007 redigitalizaron la imagen del palimpsesto en doce bandas espectrales. El equipo procesó digitalmente las imágenes para revelar una mayor parte del texto oculto en pseudocolor. También digitalizaron las imágenes originales de Heiberg. Por último Reviel Netz, de la Universidad de Stanford, y Nigel Wilson crearon una transcripción diplomática del texto, rellenando los vacíos de la transcripción de Heiberg con las nuevas imágenes. Todas las imágenes se encuentran actualmente alojadas en la página web archimedespalimpsest.net.
Además, en algún momento posterior a 1938, algún propietario del manuscrito falsificó cuatro imágenes religiosas de estilo bizantino que incluyó en el manuscrito con la finalidad de incrementar su valor. Se creía que estas imágenes habían hecho que el texto que había debajo se volviese completamente ilegible, pero en mayo de 2005 se utilizó un sistema de rayos X de alta definición para intentar revelar aquellas partes del pergamino que hasta ese momento no habían salido a la luz. La fluorescencia producida con los rayos X permitió acceder también a esa parte del texto oculto.
En abril de 2007 se anunció el descubrimiento de un nuevo texto en el palimpsesto, consistente en un comentario a la obra de Aristóteles atribuido a Porfirio. Antes se había descubierto un texto de Hipérides, un político ateniense del siglo IV a. C., y en particular de su discurso Contra Diondas, que fue publicado en 2008 en la revista académica alemana Zeitschrift für Papyrologie und Epigraphik, vol. 165.
El 29 de octubre de 2008, coincidiendo con el décimo aniversario de la adquisición del palimpsesto por subasta, toda la información derivada del documento, incluyendo imágenes y transcripciones, fueron alojadas en Internet para su uso bajo una licencia Creative Commons, y las imágenes procesadas del palimpsesto fueron publicadas en orden en Google Libros.